# Diritti LGBT in Burkina Faso
In Burkina Faso le persone LGBT possono vivere liberamente ma non godono di particolari protezioni, e le coppie formate da persone dello stesso sesso non hanno nessun riconoscimento.

## Leggi relative all'omosessualità
L'omosessualità maschile e femminile è sempre stata legale in Burkina Faso. L'età del consenso è uguale, indipendentemente dal sesso, dal 1996.

## Riconoscimento delle unioni omosessuali
La Costituzione del Burkina Faso vieta il matrimonio tra persone dello stesso sesso dal 1991 e definisce il matrimonio come "unione tra un uomo e una donna":

## Adozione
Secondo il Dipartimento degli Stato degli Stati Uniti: "Le coppie sposate di natura eterosessuale che sono state sposate da almeno cinque anni possono adottare un bambino. Le persone single non sono quasi mai autorizzati ad adottare bambini in Burkina Faso."

## Tabella riassuntiva
| Legalità dell'attività omosessuale                                  | (legale da sempre)          |
| Parità di età del consenso                                          | (dal 1996)                  |
| Leggi anti-discriminazione nel mondo del lavoro                     | No                          |
| Leggi anti-discriminazione nella fornitura di beni e servizi        | No                          |
| Leggi anti-discriminazione contro espressioni di odio e di violenza | No                          |
| Matrimonio tra persone dello stesso sesso                           | (incostituzionale dal 1991) |
| Riconoscimento delle coppie dello stesso sesso                      | No                          |
| Adozione da parte di coppie dello stesso sesso                      | No                          |
| Adozione congiunta                                                  | No                          |
| Permesso di servire apertamente come gay nelle forze armate         |                             |
| Diritto legale di cambiare genere sessuale                          |                             |
| L'accesso alla fecondazione in vitro per le lesbiche                | No                          |
| Maternità surrogata commerciale per le coppie maschili gay          | No                          |
| Permesso di donare il sangue                                        | No                          |